# Institut für Wissenschaft und Kunst
Das Institut für Wissenschaft und Kunst, IWK in Wien ist ein österreichischer Verein für Forschungs- und Bildungsarbeit im Bereich Wissenschaft und Erwachsenenbildung.
Das 1946 gegründete IWK wird vom Bundesministerium für Bildung und Frauen finanziert. Weitere Mittel erhält es vom Bundesministerium für Wissenschaft, Forschung und Wirtschaft sowie von der Kulturabteilung der Stadt Wien. Es veranstaltet Symposien, Arbeitstagungen, Seminarreihen, Arbeitskreise, Buchpräsentationen und widmet sich interdisziplinären Fragestellungen, vor allem durch Verknüpfung von Wissenschaft und Erwachsenenbildung. Publikationsorgan ist die Vierteljahreszeitschrift Mitteilungen des Instituts für Wissenschaft und Kunst. Betrieben werden auch Forschungsstellen zu den Bereichen Frauenforschung/Gender Studies, Emigrations- und Exilforschung, und Bildpädagogik und visuelle Kommunikation. Das Institut unterhält eine eigene Bibliothek zu diesen Themenbereichen.
Das IWK bietet eine Plattform für den Austausch zwischen universitären und außeruniversitären, zwischen internationalen und österreichischen Wissenschaftlern sowie dem österreichischen akademischen Nachwuchs. Seit 2012 wird mit der Fakultät für Philosophie und Bildungswissenschaft der Universität Wien kooperiert, um wissenschaftliche Fragestellungen der Philosophie und Bildungswissenschaft öffentlich zu machen. Im Jahr 2015 ist das IWK in den Ring Österreichischer Bildungswerke aufgenommen worden.